# Padarn Beisrudd
Padarn Beisrudd ap Tegid è un personaggio semi-mitologico della storia gallese. È citato nelle Harleian genealogies, e nelle genealogie del Jesus College, come figlio di Tegid, padre di Edern, e nonno di Cunedda.
Sarebbe nato in Galles nel 305. Il nome si traduce letteralmente Paternus dalla veste scarlatta figlio di Tegid. Il nome del padre, Tegid ap Iago, richiamerebbe il cognomen latino Tacito, e potrebbe far pensare a una sua origine romana. Tegid potrebbe essere nato agli inizi del IV secolo nell'Y Gogledd Hen della Britannia romana e secondo una tradizione gallese, suo nipote Cunedda giunse da Manaw Gododdin (odierna Clackmannanshire, regione della Scozia).
Un'interpretazione tradizionale vuole che Padarn fosse un ufficiale romano o romano-britannico di rango abbastanza elevato, che intorno al 380 o poco prima fu posto dall'usurpatore Magno Massimo al comando delle truppe dei votadini, che stazionavano nella regione scozzese del Clackmannanshire. Un'altra ipotesi è che fosse un capotribù di frontiera, a cui fu concesso un grado militare romano (pratica ampiamente attestata, in quel periodo, lungo tutto il limes dell'Impero). Comunque sia, il comando in Scozia durò, verosimilmente, fino alla sua morte, dopodiché fu assunto dal figlio Edern (Aeternus in latino). Edern fu padre di Cunedda, fondatore del regno del Gwynedd.